# جوسيف ألويس كيسلر
جوسيف ألويس كيسلر (بالألمانية: Josef Alois Kessler)‏ هو كاهن كاثوليكي ألماني، ولد في 12 أغسطس 1862 في ساراتوف أوبلاست في روسيا، وتوفي في 10 ديسمبر 1933 في Zinnowitz ‏ في ألمانيا.